# Саманта Сэйнт
Сама́нта Сэ́йнт (англ. Samantha Saint; настоящее имя Элизабет-Энн Вивер. Род. 8 июня 1987 года в Мемфисе, штат Теннесси, США) — американская порноактриса.

## Карьера
Впервые снялась в порнофильме в 2011 году. В сентябре 2012 года она подписала контракт с Wicked Pictures. Была «киской месяца» в октябре 2012 года. В том же году она снялась в фильме Samantha Saint Is Completely Wicked, в котором впервые исполнила сцены межрассового и анального секса. В 2014 году она снялась в продолжении Samantha Saint Is Completely Wicked 2, где впервые снялась в гэнг-бэнг сцене.

## Награды и номинации
- 2012 AVN Award (номинация) — «Лучшая новая старлетка»[5]
- 2012 XBIZ Awards (номинация) — «Новая старлетка года»[6]
- 2012 XBIZ Awards (номинация) — Porn Star Site of the Year — SamanthaSaint.com[6]
- 2013 AVN Award (номинация) — Best Boy/Girl Sex Scene — The Insatiable Miss Saint (with Voodoo)[7]
- 2013 AVN Award (номинация) — «Лучшая сцена орального секса» — The Insatiable Miss Saint[7]
- 2013 AVN Award (номинация) — «Лучшая сцена тройного секса» (B/B/G) — The Insatiable Miss Saint (вместе с Джеймсом Дином и Александром Бойсвертом)[7]
- 2013 AVN Award (номинация) — «Исполнительница года»[7]
- 2013 XBIZ Awards (номинация) — «Исполнительница года»[8]
- 2013 XBIZ Awards (номинация) — Best Scene, Vignette Release — Office Politics (вместе с Алексис Монро и Марком Вудом)[8]